# Prochoreutis dyarella
Prochoreutis dyarella là một loài bướm đêm thuộc họ Choreutidae. Nó được tìm thấy ở Bắc Mỹ, bao gồm California.